# (218293) 2003 PP11
(218293) 2003 PP11 es un asteroide perteneciente al cinturón exterior de asteroides, región del sistema solar que se encuentra entre las órbitas de Marte y Júpiter, descubierto el 18 de agosto de 2003 por el equipo del Uppsala-DLR Asteroid Survey  desde el Observatorio de Kvistaberg, Uppsala, Suecia.

## Designación y nombre
Designado provisionalmente como 2003 PP11.

## Características orbitales
(218293) 2003 PP11 está situado a una distancia media del Sol de 3,203 ua, pudiendo alejarse hasta 3,706 ua y acercarse hasta 2,699 ua. Su excentricidad es 0,157 y la inclinación orbital 19,640 grados. Emplea 2093,40 días en completar una órbita alrededor del Sol.
Los próximos acercamientos a la órbita de Júpiter ocurrirán el 7 de julio de 2109, el 5 de noviembre de 2120 y el 28 de febrero de 2132.

## Características físicas
La magnitud absoluta de (218293) 2003 PP11 es 14,88.  